# Száz vasutat, ezeret…
A Száz vasutat, ezeret... Sáfrány József 1996-ban készített 6 részes ismeretterjesztő filmsorozata, ami a Magyar Vasutak történetét mutatja be a kezdetektől a jelen át a jövőig, miközben a 269. pályaszámú gőzmozdonyból, és az Első Erdélyi Vasút III. osztályú favázas kocsijából kiállított különvonattal bejárják a Történelmi Magyarország teljes területét. A sorozat a magyar vasút 150 éves jubileuma alkalmából készült.
A sorozat címe Petőfi Sándor: Vasúton c. versét idézi.

## Stáb
- Írta és rendezte: Sáfrány József
- Producer: Újvári Tamás
- Gyártásvezető: Halák Miklós
- Operatőr: Sáfrány József, Szommer Tamás, Tóth Zsolt Marcell
- Vágó: Farkas Éva
- Vágóasszisztens: Solti Éva
- Felvételvezető: Németh Tibor
- Hangmérnök: Bányay Gábor
- Zenei szerkesztő: Gere Erzsébet
- Narrátor: Mácsai Pál
- Szerkesztő: Sáfrány József

## Epizódok
| Epizódszám | Cím                           | Első sugárzás     |
| ---------- | ----------------------------- | ----------------- |
| 1.         | A kezdetek                    | 1997. március 8.  |
| 2.         | A kiegyezésig                 | 1997. március 15. |
| 3.         | A magyar vasúttársaságok kora | 1997. március 22. |
| 4.         | Az aranykor                   | 1997. március 29. |
| 5.         | A változások                  | 1997. április 5.  |
| 6.         | A múltból a jövőbe            | 1997. április 12. |